# Vrhovlje pri Kojskem
Vrhovlje pri Kojskem este o localitate din comuna Brda, Slovenia, cu o populație de 118 locuitori.